# Happisburgh
 Happisburgh ([heɪz.brʌ] é uma vila e freguesia no distrito de North Norfolk em Norfolk, Inglaterra, cerca de 19,2 milhas (30,9 km) de Norwich.

## Transporte
A via principal é a B1159, que vai de Cromer até Ingham.

## Igreja
A igreja de Happisburgh, denominada "São Marie" (Saint Mary’s).

## Gallery

Happisburgh
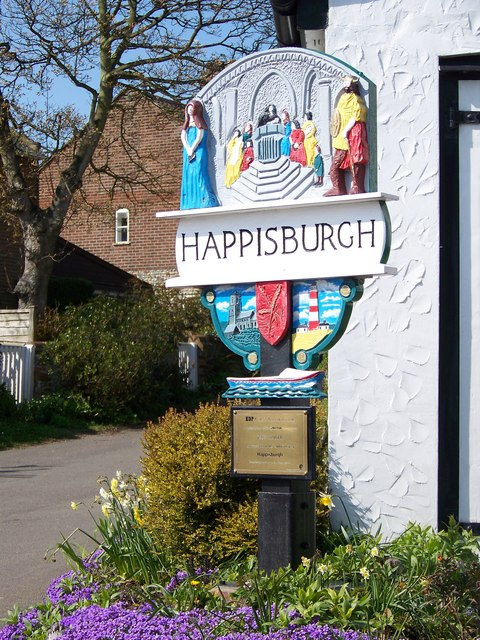
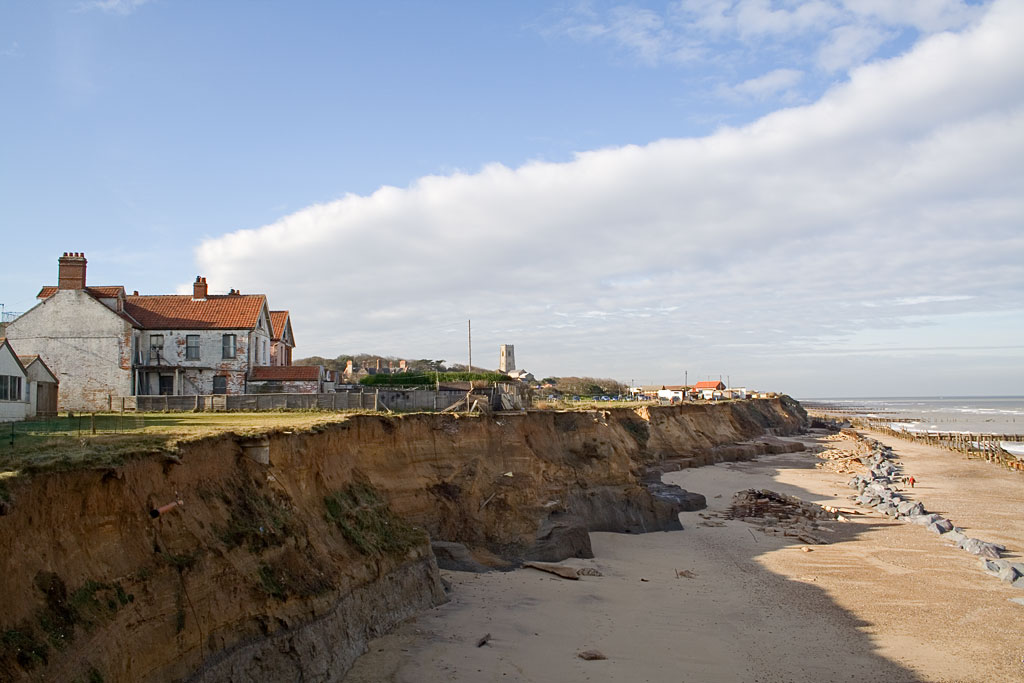
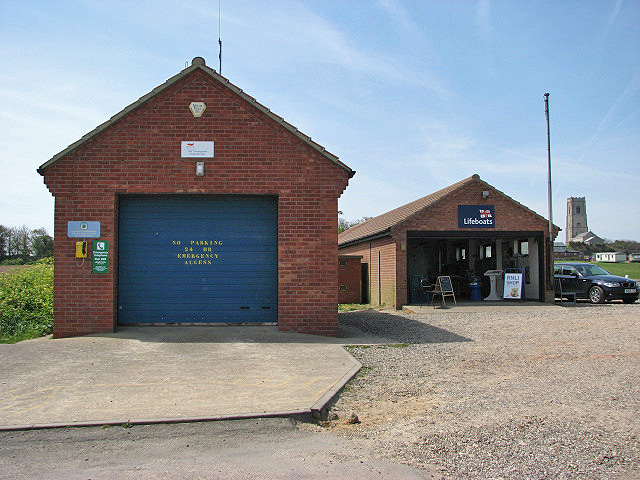
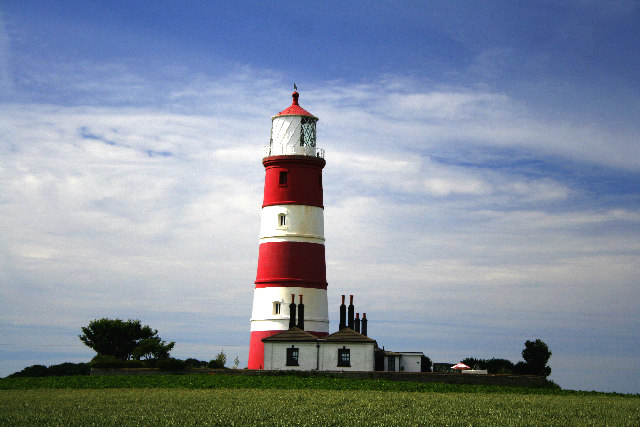
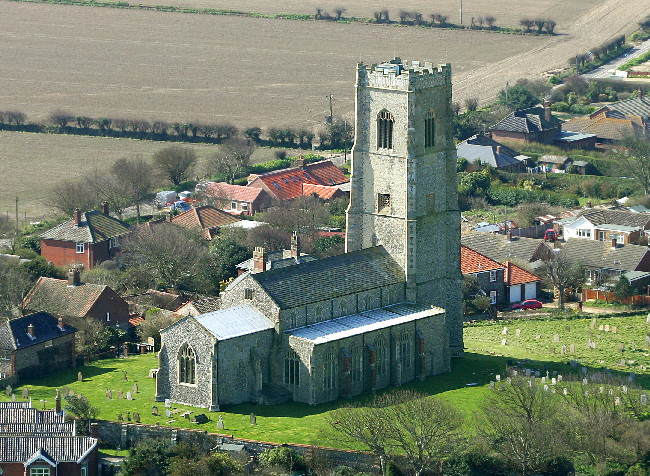